# سیمون روتا
سیمون روتا (انگلیسی: Simone Rota؛ زادهٔ ۶ نوامبر ۱۹۸۴) بازیکن فوتبال اهل فیلیپین است.
از باشگاه‌هایی که در آن بازی کرده‌است می‌توان به باشگاه فوتبال لوگانو اشاره کرد.
وی همچنین در تیم‌های ملی فوتبال Italy Lega Pro representative teams و فیلیپین بازی کرده‌است.